# Tỉnh (Bồ Đào Nha)
Tỉnh của Bồ Đào Nha là phân khu hành chính cấp một quan trọng nhất của Bồ Đào Nha lục địa. Hiện nay, Bồ Đào Nha lục địa được chia thành 18 tỉnh. Các vùng tự trị của Bồ Đào Nha Açores và Madeira không còn được chia thành các tỉnh.
Là một bộ phận hành chính, mỗi tỉnh có một thống đốc dân sự, mà cũng là đại biểu địa phương của Chính phủ Trung ương Bồ Đào Nha.

## Tổng quát
Hiến pháp Bồ Đào Nha năm 1976 quy định rằng Bồ Đào Nha chỉ có ở đơn vị cấp 1, vùng tự trị (Azores và Madeira) và các vùng hành chính (được tạo ra tại Bồ Đào Nha lục địa). Theo Hiến pháp, các tỉnh sẽ bị giải tán tại các lãnh thổ nơi mà một vùng tự trị hay hành chính đã được tạo ra.
Vì vậy, các tỉnh đã được bãi bỏ tại Azores và Madeira khi những vùng tự trị đã được tạo ra, trong năm 1976. Trong năm 1998, có một cuộc trưng cầu dân ý về một đề nghị khu vực hóa Bồ Đào Nha để tạo ra tám vùng hành chính ở đại lục Bồ Đào Nha, và, qua đó, hủy bỏ các tỉnh. Đề nghị này đã bị từ chối trong cuộc bỏ phiếu và do đó, đơn vị hành chính tỉnh tiếp tục tồn tại tại đại lục Bồ Đào Nha. Điều đáng chú ý là, mặc dù bãi bỏ các tỉnh trong khu vực tự trị, các khu vực ba tỉnh cũ của Azores vẫn được sử dụng như các khu vực thuộc thẩm quyền của các thực thể chính phủ và phi chính phủ như ban giám đốc tài chính cấp tỉnh (cơ quan thuế khu vực) hoặc giải vô địch bóng đá tỉnh.
Tuy nhiên, tầm quan trọng của các tỉnh đang giảm sút. Trong những năm gần đây, một số thẩm quyền hành chính, tài chính và chính trị được giao cho các cơ quan phân cấp của chính quyền trung ương CCDR (Comissão de Coordenação e Desenvolvimento Regional) và các huyện, gây thiệt hại cho các tỉnh. Năm 2003, các huyện Bồ Đào Nha được phép tự tổ chức thành các cộng đồng liên huyện (comunidades intermunicipais) và các vùng đô thị (áreas metropolitanas), mà cho phép làm giảm đi tầm quan trọng của các tỉnh.
Bên cạnh đó, việc bãi bỏ các tỉnh là một chủ đề được thảo luận trở lại trong xã hội Bồ Đào Nha. Năm 2009, trong cuộc vận động bầu cử lập pháp 2009, nhà lãnh đạo của Đảng Xã hội, José Sócrates, hứa hẹn một cuộc trưng cầu dân ý mới cho các vùng hành chính  và do đó, bãi bỏ các tỉnh, nếu ông thắng cử. Nhiều người nổi tiếng khác cũng hỗ trợ việc này.